# Municipio de Acultzingo
El Municipio de Acultzingo es uno de los 212 municipios en lo que se encuentra dividido para su régimen interior el estado mexicano de Veracruz de Ignacio de la Llave, localizado en el centro-oeste del territorio y en la región de las Grandes Montañas, su cabecera municipal es el pueblo de Acultzingo.

## Geografía
Acultzingo se localiza en la zona más occidental de la región de las Grandes Montañas del centro del estado de Veracruz, sector denominado como las Cumbres de Acultzingo desde la época colonial por ser la zona más accidentada del camino entre la Ciudad de México y el Puerto de Veracruz, el municipio tiene una extensión total de 166.97 kilómetros cuadrados que representan el 0.23% de la totalidad del territorio veracruzano. 
Limita al norte con el municipio de Aquila, con el municipio de Maltrata y con el municipio de Nogales, y al este con el municipio de Soledad Atzompa; al oeste y al sur limita con el estado de Puebla donde corresponde al municipio de Cañada Morelos, el municipio de Chapulco, el municipio de Nicolás Bravo y el municipio de Vicente Guerrero.

### Orografía e hidrografía
El municipio se encuentra en una de las zonas más montañosas del estado de Veracruz por lo que su territorio es completamente accidentado, ocupado totalmente por las denominadas Cumbres de Acultzingo que son parte de la Sierra Madre Oriental y se localizan directamente al sur de la localización del pico de Orizaba, el punto más alto de México; todo el sistema montañoso es únicamente interrumpido por el Cañón del río Blanco, formado por esta corriente y que atraviesa el municipio en sentido longitudinal, formando su zona más baja.
La principal corriente de todo el municipio es el Río Blanco, que a través de su ya mencionado cañón recorre el municipio en sentido suroeste-noreste y recoge todas las aguas de las corrientes que descienden de las grandes montañas y continúa hacia el vecino municipio de Nogales; El municipio se encuentra íntegramente dentro de la Cuenca del río Jamapa y otros y de la Región hidrológica Papaloapan.

### Clima y ecosistemas
El clima del municipio de Acultzingo se divide en dos zonas, el sector oeste y sur del territorio registra clima Cálido subhúmedo con lluvias en verano, mientras que en el oeste el clima es Semifrío húmedo con abundantes lluvias en verano; la temperatura media anual de la mayor parte del municipio se encuentra entre 16 y 18 °C, existiendo algunos sectores en los que se eleva de 18 a 20 °C; y la precipitación promedio anual se encuentra entre los 1,500 y 2,000 mm.
Debido a su considerable altitud, la mayor parte del territorio de Acultzingo se encuentra cubierto por bosque, mientras que algunas zonas bajas son dedicadas a la agricultura, siendo las principales especies vegetales el pino colorado, ayacahuite, encino, oyamel, cedro y fresno; la fauna está representada por especies como conejo, mapache, zorrillo, tejón y diversas especies de reptiles.

## Historia
Acultzingo significa en lengua náhuatl "en la pequeña vuelta del agua".
En la zona sur de la actual población existen vestigios arqueológicos que no han sido explorados. Su población es de origen totonaca, olmeda y después fueron conquistados por la Triple Alianza.
Los pueblos originarios fueron trasladados a lo que hoy es San Juan Bautista Acultzingo después de la conquista de la zona. El primer encomendero fue Francisco de Montalvo.
La fecha más antigua del archivo parroquial data de 1625. En la portada de la iglesia se pueden observar los relieves de un conejo -tochtli-, trece flores, un acatl y una flor que el arqueólogo Alfonso Caso determinó como 1570 -13 tochtli- y 1571 -uno acatl-.

## Demografía
Los resultados del Censo de Población y Vivienda de 2010 realizado por el Instituto Nacional de Estadística y Geografía dan como población de Acultzingo un total de 20 973 personas, que son 10 254 hombres y 10 719 mujeres. Hasta 2005, el 48.4% de la población es de sexo masculino, de 2000 a 2005 la tasa de crecimiento poblacional anual ha sido del 0.9%, el 37.7% de los habitantes son menores de 15 años de edad, mientras que entre esa edad y los 64 se encuentra el 56.3% de la población, el 33.6% de los habitantes viven en localidades que superan los 2,500 habitantes y el 15.4% de la población mayor de 5 años de edad es hablante de alguna lengua indígena.
| Evolución demográfica del municipio de Acultzingo |        |        |        |        |
|                                                   |        |        |        |        |
| Año                                               | 1995   | 2000   | 2005   | 2010   |
| Población                                         | 16 048 | 17 776 | 18 689 | 20 973 |

### Grupos étnicos
En el municipio de Acultzingo se registraron en 2005 un total de 2,528 personas que hablan alguna lengua indígena, representando estas al 15.4% de la población de más de cinco años de edad, de ese total, 1,225 son hombres y 1,303 son mujeres; 2,389 son bilingües al español, 82 hablan únicamente su lengua indígena y 57 no especifican condición de bilingüismo.
La lengua más hablada es el náhuatl, con un total de 2,492 hablantes, existiendo además 3 hablantes de mazateco y 1 de lenguas mixtecas, así como 32 hablantes que no especifican cuál es su lengua materna.

### Localidades
En Acultzingo existen un total de 38 localidades, las principales y su población según el censo de 2020 son las siguientes:
| Localidad          | Población |
| Total Municipio    | 23 100    |
| Acultzingo         | 7 773     |
| Tecamalucan        | 2 173     |
| El Potrero         | 1 489     |
| Acatla             | 1 252     |
| Sierra de Agua     | 1 102     |
| Coxolitla de Abajo | 1 093     |

## Política
El gobierno del municipio le corresponde al Ayuntamiento, en Acultzingo este está conformado por el presidente municipal, un síndico y un regidor único, todos ellos son electos para un periodo de cuatro años no reelegibles para el periodo inmediato mediante el voto universal, directo y secreto, y entran a ejercer sus cargos el día 1 de enero del año siguiente a la elección.
La cabecera municipal fue trasladada de Acultzingo a Tecamalucan por decreto del 3 de octubre de 1924, sin embargo, un nuevo decreto del 26 de diciembre de 1926 la devolvió a Acultzingo.

### Subdivisión administrativa
Para el gobierno interior, el municipio de Acultzingo se divide en 7 agencias municipales, 7 subagencias y 12 jueces auxiliares; su elección se da por procedimientos fijados por el mismo ayuntamiento y que pueden ser auscultación, plebiscito o elección directa.

### Representación legislativa
Para la elección de Diputados locales al Congreso de Veracruz y de Diputados federales al Congreso de la Unión, Acultzingo se encuentra integrado en los siguientes distritos electorales:
Local:
- XXI Distrito Electoral Local de Veracruz con cabecera en Cd. Mendoza.[24]

Federal:
- Distrito electoral federal 18 de Veracruz con cabecera en Zongolica.[25]

### Presidentes municipales
( 2022 - 2025 ) Luis Alfredo Cruz López
( 2018 - 2021 ) René Medel Carrera
(2014 - 2017): Salomón Cid Villa
(2011 - 2013): Cándido Morales Andrade
(2008 - 2010): Juan Carlos Rodríguez González
(2005 - 2007): María Isaeva Aguilar Montero
(2001 - 2004): Manuel Palestino Muñoz
(1998 - 2000): Enrique Martínez Montero
(1995 - 1997): Luis Gámez Andrade
(1992 - 1994): Gonzalo Hernández Cid
(1988 - 1991) Julio Palacios Martínez
(1988 - 1991) Alfredo Acevedo Palestino
(1982 - 1985) Josafa Díaz Hernández
(1979 - 1982) Samuel Lazcano Herrera
(1976 - 1979) Luis Barrientos Hernández
(1973 - 1976) Víctor Martínez Mata
(1970 - 1973) Froylan Palestino C. 
(1967 - 1970) Eduardo Martínez Gámez
(1964 - 1967) Crecencio Andrade C.
(1961 - 1964) Celso Acevedo Martínez
(1955 - 1958) José Aurelio Andrade Carrera

## Personas destacadas
José Justo Montiel. 
Destacado pintor del siglo XIX, nacido en la localidad de Tecamalucan.
José Justo Montiel (1824-1899) fue un destacado pintor originario de Veracruz en el siglo XIX, cuya obra se centró principalmente en retratos, naturalezas muertas y paisajes. A pesar de su talento, su reconocimiento social se postergó hasta muchos años después de su fallecimiento, ya que durante su vida fue marginado en los círculos sociales de la capital. Esto se debió a su condición de pintor provincial y a su postura conservadora, alineada con el clero. 
José Justo Montiel nació el 5 de agosto de 1824 en la Hacienda de Tecamalucan, en el Cantón de Orizaba, Veracruz. A los 14 años, comenzó sus estudios de dibujo y pintura en el colegio preparatorio de Orizaba bajo la tutela del también maestro orizabeño Gabriel Barranco. La primera obra firmada y fechada por Montiel es un retrato de Barranco, datado en 1844. A pesar de ser rechazado por la Academia de San Carlos en 1847, Montiel persistió y abrió una escuela de dibujo en León, Guanajuato, en los primeros años de la década de 1850. En 1856, viajó a México para exponer varias de sus obras en la Academia, siendo finalmente aceptado en 1858 y convirtiéndose en discípulo del maestro catalán Pelegrín Clavé, destacado artífice de la pintura mexicana del siglo XIX. A pesar de la crítica negativa recibida por su obra en el periódico "El Heraldo", el crítico Tomás Zuleta de Chico, del periódico "El Siglo XIX", salió en su defensa.
Montiel regresó a Orizaba en 1860, estableciendo su taller y retratando a muchos personajes prominentes de la sociedad veracruzana, en una época en la que la fotografía aún no se popularizaba. Pasó sus últimos años en Orizaba, donde falleció en 1899.
El legado artístico de Montiel se dio a conocer en la Ciudad de México 43 años después de su muerte, en 1942, a través de la galería de arte "Decoración". En ese periodo, se empezó a revalorar el arte del siglo XIX en los estados de la república, y dos años después, varias obras del pintor fueron expuestas junto a las de otros maestros veracruzanos.
- Melitón Guzmán I Romero.

Guzmán I. Romero Melitón	
Oriundo de Acultzingo, Ver., murió en Orizaba en el mismo estado (1 de abril de 1877 - 23 de junio de 1974). Realizó sus estudios primarios con el maestro Enrique Laubscher, y estudió la carrera en la Escuela Normal del Instituto Metodista de Puebla. Empezó a laborar en el Estado de México y regresó por poco tiempo a Orizaba porque fue invitado a trabajar en el Estado de Tabasco. Ejerció su profesión principalmente en planteles de su estado natal. Como director de la escuela de la fábrica de Santa Rosa, encabezó la delegación obrera que concurrió a la convención maderista. Desempeñó en la subsecretaría de Gobierno en el mandato de Cándido Aguilar, y la secretaría durante el interinato de Delfino Victoria. También impartió clases en la secundaria y en la preparatoria de Orizaba, y en 1924 fundó en Orizaba el Instituto Laubscher, logrando convertir dicha institución en una de las más importantes del país. Es autor de: Ayuda práctica. Guía para labores escolares en las escuelas rurales del estado, Laubscher y la reforma educativa nacional, Educación indígena, Importancia de la educación de los hijos y Regeneración del medio; y en colaboración con Enrique García Laubscher, Reminiscencias del Instituto Laubscher

## Festividades
La principal fiesta religiosa se celebra el último domingo de julio de cada año en honor al señor de la expiración.
El día 24 de junio es la celebración del santo patrono San Juan Bautista.
El 11 y 12 de diciembre se realiza la visita a la virgen de Guadalupe que se encuentra en la ermita ubicada en las cumbres de la carretera federal 150.
El 28 de abril se conmemora la Batalla de las Cumbres de Acultzingo, batalla entre el ejército francés y los mexicanos con victoria en la Cd. de Puebla el día 5 de mayo.
En la comunidad de Tecamalucan se celebra el día del excursionista, el tercer domingo del mes de ocrubre.